# II. třída okresu Teplice
II. třída okresu Teplice (Okresní přebor II. třídy) patří společně s ostatními druhými třídami mezi osmé nejvyšší fotbalové soutěže v Česku. Je řízena Okresním fotbalovým svazem Teplice. Hraje se každý rok od léta do jara se zimní přestávkou. V sezóně 2015/2016 se ji účastní ji 14 týmů z okresu Teplice, každý s každým hraje jednou na domácím hřišti a jednou na hřišti soupeře. Celkem se tedy hraje 26 kol. Vítězem se stává tým s nejvyšším počtem bodů v tabulce a postupuje společně s týmem na druhém místě do I.B třídy Ústeckého kraje - skupiny A, B či C.

## Vítězové
| Ročník    | Vítězný tým        |
| --------- | ------------------ |
| 2004/2005 | Sokol Suché        |
| 2005/2006 | TJ Baník Osek      |
| 2006/2007 | TJ Sokol Košťany   |
| 2007/2008 | TJ Baník Modlany B |
| 2008/2009 | TJ Baník Osek      |
| 2009/2010 | Sokol Kladruby     |
| 2010/2011 | TJ Proboštov B     |
| 2011/2012 | TJ Sokol Košťany   |
| 2012/2013 | TJ Krupka B        |
| 2013/2014 | TJ Proboštov B     |
| 2014/2015 | TJ Sokol Unčín     |
| 2015/2016 | TJ Baník Ohníč     |
| 2016/2017 | TJ Oldřichov B     |
| 2017/2018 | TJ Baník Osek      |
| 2018/2019 |                    |